# 넵스키 대로
넵스키 대로(러시아어: Невский проспект 넵스키 프로스펙트[*])는 상트페테르부르크에 있는 번화가로, 네바강에 위치해 있다. 명칭은 '네바 강의 거리'란뜻이다. 상트페테르부르크의 모든 길들은 넵스키 대로로 통한다는 말이 있을 만큼 해군성에서 알렉산드르 넵스키 수도원까지 4.5km로 뻗어 있는 이 거리에는 호텔, 레스토랑과 카페, 상점들, 음악당 등이 위치하고 있다. 원래는 습한 늪지대였던 이곳은 1710년에 처음으로 길이 뚫리게 되면서 상트페테르부르크를 대표하는 문화, 상업의 중심지이자 가장 아름다운 거리 중 하나로 손꼽히게 되었다. 거리에는 19세기에 건축된 화려하면서도 아담한 건물들이 그대로 보존되어 있어 더욱 운치가 있다.